# Terem

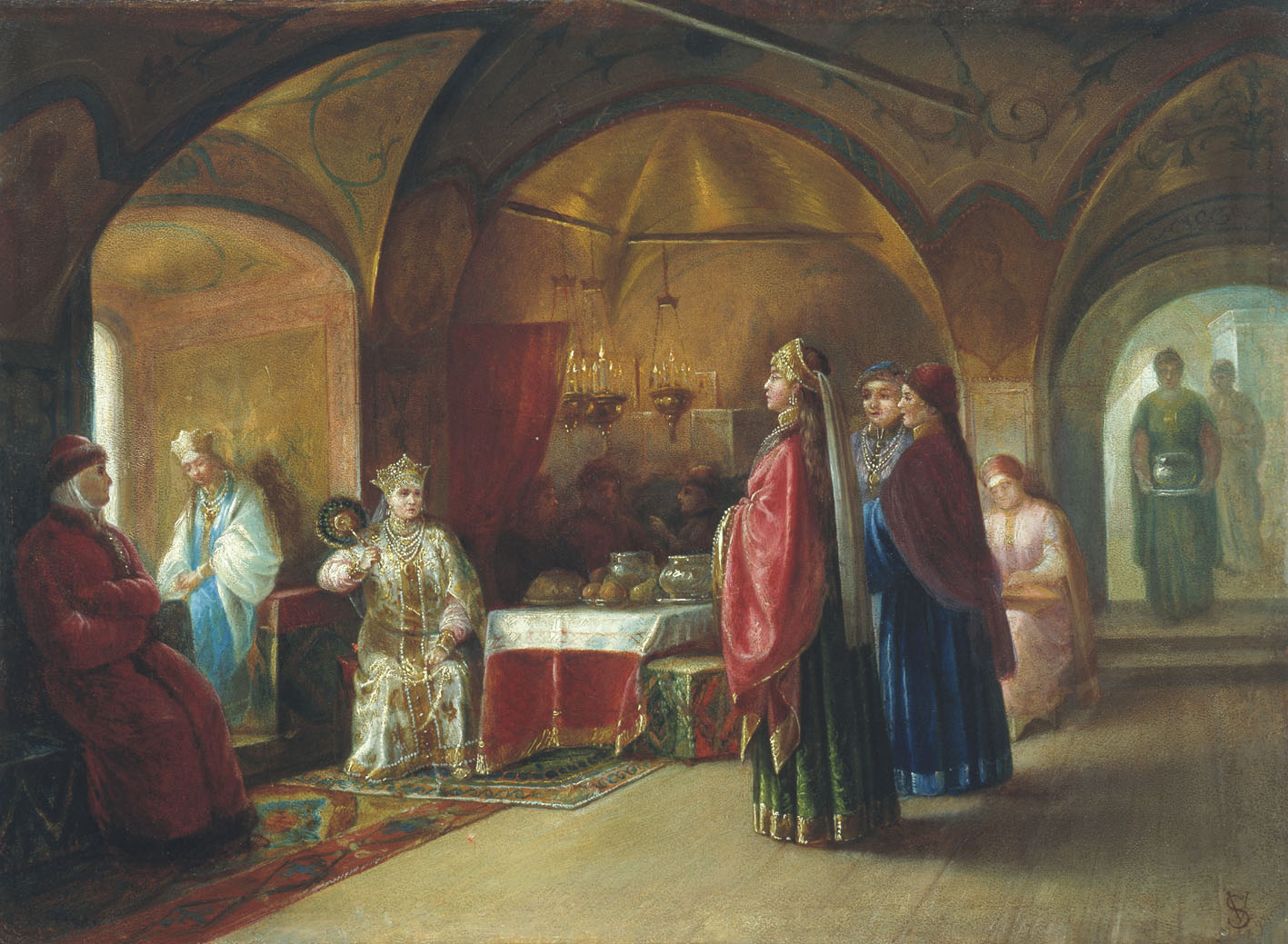
Michail Petrovitj Clodt von Jürgensburg "Tsarevna Terem", 1878

Terem (ryska терем) var i det moskovitiska Ryssland de övre våningarna av ett hus, eller en separat flygel, ofta ett torn, där adelsfamiljens kvinnliga medlemmar levde isolerade från kontakt med män.   Kvinnorna tillbringade ofta större delen av sina liv i terem, som ofta låg högst upp i byggnaden eller i ett särskilt torn.  De var sällan utomhus eller i andra delar av huset, och lämnade bara sitt terem för att besöka andra kvinnor eller kyrkan, och var då beslöjade.  Bruket av terem existerade från medeltiden fram till slutet av 1600-talet, när Peter den store avskaffade sedvänjan för att modernisera Ryssland.  

## Historia

### Uppkomst
Fenomenets ursprung är okänt och omdebatterat.  Det är också okänt exakt vid vilken tidpunkt det uppkom.   Det är dock känt att kungliga kvinnor under 1400-talet fortfarande närvarade vid i offentliga sammanhang. Storfurstinnan Zoë Paleologos av Moskva mottog utländska ambassadörer så sent som år 1490, något som var omöjligt i teremsystemet, och därmed antas att terem gradvis uppkom under 1500-talet.  Att adliga och kungliga kvinnor i Ryssland levde i terem är säkert bekräftat år 1557, då det första vittnesmålet finns. 

### Tillämpning
Terem gällde enbart adliga och kungliga kvinnor och var en utpräglad klassmarkör exklusivt för dem. Varken städernas borgerliga kvinnor och ännu mindre bondkvinnorna levde i terem utan hade betydligt större personlig rörelsefrihet.  Terem syftade till könssegregation, och syftet var att hålla kvinnor skilda från män utanför familjen.  Ordet syftar både på sedvänjan som en arkitektonisk term för den övre våningen i ett hus eller en separat flygel, ibland ett torn, där familjens kvinnor isolerades. 
Enligt seden lämnade adliga och kungliga kvinnor sällan hemmet utom för att besöka kyrkan eller göra pilgrimsfärder till kyrkor och kloster.  De färdades i täckta vagnar eller slädar och var beslöjade då de visade sig offentligt.  Även då de deltog i kyrkliga processioner och besökte gudstjänster var de såväl beslöjade som åtskilda från männen.  De deltog normalt inte i något könsblandat sällskapsliv förutom vissa familjehögtider.  Seden att husets fru rituellt hällde upp ett glas till en främmande gäst som välkomstceremoni praktiserades dock av många som ett undantag.
Teremen gav upphov till sådana sedvänjor som brudvisningen för tsaren.

### Avveckling
Sedvänjan började luckras upp under 1670- och 80-talen, då änkan och döttrarna till tsar Aleksej Michajlovitj, började klä sig i västerländska kläder och tidvis visa sig offentligt,  och hans dotter Sofia Aleksejevna i egenskap av regent bröt sin terem för att delta i regeringsarbetet, varpå det började förekomma att adliga kvinnor allt oftare uppträdde obeslöjade. 
Utvecklingen mot att avskaffa teremens isolering av kvinnor fullföljdes av Peter den store, som ville omvandla Ryssland till ett modernt land efter västerländskt mönster, vilket inkluderade att adelns kvinnor klädde sig i europeiska kläder och deltog i ett franskinspirerat hovliv med baler och offentlig representation i Sankt Petersburg, och år 1718 förbjöds terem i lag.